# مصنع أورال للمركبات
مصنع أورال للمركبات (بالروسية: Уральский автомобильный завод) اختصاراً (بالروسية:  УралАЗ) أحد أهم شركات السيارات الروسية وأكبر عدد من شاحنات الطرق الوعرة في جمهورية روسيا الاتحادية تم إنتاجها بالعلامة التجارية أورال ضمن مجموعة غاز. يقع مقرها الرئيسي في مدينة مياس أوبلاست تشيليابنسك روسيا. تم تأسيسها عام 1941 عندما تم نقل مصنع زيس في بداية الحرب العالمية الثانية.